# Lutherstadt
Als Lutherstadt werden in Deutschland Städte bezeichnet, in denen der Reformator Martin Luther gelebt oder maßgeblich gewirkt hat.

## Lutherstadt als amtliche Bezeichnung
Zwei Städte führen die Bezeichnung Lutherstadt als amtlichen Namensbestandteil: Lutherstadt Wittenberg (seit 1938) und Lutherstadt Eisleben (seit 1946). In Mansfeld gibt es den Ortsteil Mansfeld-Lutherstadt, hier wird an Hans Luder, den Vater Martin Luthers, erinnert. Diese drei Stätten wurden 2012 mit dem Europäischen Kulturerbe-Siegel ausgezeichnet.

## Bund der Lutherstädte

### Mitglieder
Der „Bund der Lutherstädte“ wurde 1993 in Worms anlässlich des 125. Jubiläums des Wormser Lutherdenkmals gegründet. In ihm sind sechzehn Städte zusammengeschlossen, in denen Luther gelebt oder gewirkt hat:
- Augsburg: Luther traf hier den päpstlichen Gesandten Cajetan; 1530 wurden auf Reichstagen die Confessio Augustana beziehungsweise 1555 (nach dem Tod Luthers) der Augsburger Reichs- und Religionsfrieden geschlossen.
- Coburg: Luther weilte auf der Veste Coburg während der Verhandlungen zur Augsburger Confession.
- Eisenach: Luthers Mutter Margarethe, geborene Lindemann stammte aus Eisenach, wo sie den aus dem 15 km südlich gelegenen Dorf Möhra stammenden Vater Luthers Hans kennenlernte. Von 1498 bis 1501 lebte Luther in Eisenach und besuchte die Lateinschule zu St. Georgen wie auch das Franziskanerkloster St. Paul. Zwischen 1521 und 1522 verbrachte Luther zehn Monate als „Junker Jörg“ auf der Wartburg und übersetzte dort das Neue Testament ins Deutsche.
- Lutherstadt Eisleben: Geburts- und Sterbeort von Martin Luther.
- Erfurt: Luther studierte von 1501 bis 1505 an der Universität Erfurt und wirkte anschließend im dortigen Augustinerkloster.
- Halle (Saale): Luther besuchte Halle mehrmals und ging mit Justus Jonas dem Älteren nach Mansfeld, sein Leichnam wurde unter anderem in Halle aufgebahrt.
- Heidelberg: Luther erläuterte hier 1518 seine Theologie vor der Augustinerkongregation.
- Magdeburg: 1497/98 besuchte Luther die Magdeburger Domschule.
- Marburg: Luther und Zwingli begegneten sich 1529 zum Marburger Religionsgespräch.
- Nordhausen: Die erste Stadt, die sich per Ratsbeschluss 1524 offiziell der Reformation angeschlossen hatte, nachdem bereits 1522 ein Gefolgsmann Luthers in der dortigen St.-Petri-Kirche eine der ersten protestantischen Predigten in Deutschland gehalten hatte.
- Schmalkalden: Luther beteiligte sich an den Verhandlungen zum Schmalkaldischen Bund.
- Speyer: Protestation zu Speyer von Vertretern der evangelischen Minderheit im Reich auf dem Reichstag von 1529.
- Torgau: Luther war öfter in Torgau, da dies der Regierungssitz seiner Kurfürsten Johann und Johann Friedrich I. von Sachsen war. 1544 weihte Luther die Schlosskapelle von Schloss Hartenfels als ersten protestantischen Kirchenneubau ein. Seine Frau Katharina von Bora starb im Jahr 1552 in Torgau.
- Lutherstadt Wittenberg: Hauptwirkungsstätte, hier veröffentlichte Luther seine 95 Thesen, verbrannte die kanonischen Rechte und die Bannandrohungsbulle des Papstes, hier wurden die Lutherbibel, der kleine und große Katechismus sowie weitere Schriften verfasst.
- Worms: Luther stand 1521 vor dem Wormser Reichstag.
- Zeitz: Zeitz ist noch heute die Stadt der Luthernachkommen. Luther war gelegentlich in Zeitz, vor allem zur Einführung seines Vertrauten Nikolaus von Amsdorf als erster evangelischer Bischof im Jahre 1542. Die Zeitzer Michaeliskirche ist im Besitz eines der sechs weltweit erhaltenen Thesendrucke. In Zeitz befindet sich heute der Sitz der Lutheriden-Vereinigung.

### Preis „Das unerschrockene Wort“
Im Andenken an das Wirken Martin Luthers vergeben die sechzehn im „Bund der Lutherstädte“ zusammengeschlossenen Städte seit 1996 alle zwei Jahre den mit 10.000 Euro dotierten Preis „Das unerschrockene Wort“. Der Preis wendet sich an Personen, „die in einer besonderen Situation oder bei einem konkreten Anlass, aber auch beispielhaft über einen längeren Zeitraum hinweg, in Wort und Tat für die Gesellschaft, die Gemeinde oder den Staat bedeutsame Aussagen gemacht und gegenüber Widerständen vertreten haben.“ Preisträger können aus Deutschland oder dem Ausland kommen.
Der Preis wurde erstmals 1996 in Worms verliehen; seit 1999 wird er im Zwei-Jahres-Rhythmus in einer der Mitgliedsstädte vergeben. Preisträger waren:
- 1996: Richard Schröder; Theologe und Philosoph; Verleihung in Worms für seine standhafte Haltung in der DDR.
- 1999: Hans Küng; Theologe; Verleihung in Eisenach für Standhaftigkeit beim Vertreten seiner Thesen zur katholischen Glaubenslehre.
- 2001: Uta Leichsenring; Polizeipräsidentin von Eberswalde; Verleihung in Erfurt für couragiertes Auftreten gegen rechtsextreme und ausländerfeindliche Übergriffe.
- 2003: Gertraud Knoll; österreichische Pastorin und Politikerin; Verleihung in Magdeburg für ihr Engagement gegen Rassismus.
- 2005: Stephan Krawczyk; Sänger und Autor; Verleihung in Halle für Auftritte in Kirchen trotz Berufsverbots durch die SED-Regierung.
- 2007: Emel Zeynelabidin; Verleihung in Speyer für ihre Entscheidung, als Muslimin trotz Widerständen kein Kopftuch zu tragen.
- 2009: Andrea Röpke; Journalistin und Politologin; Verleihung in Zeitz für die Recherche über rechtsextreme Gruppen und das Anmahnen einer konsequenten Bekämpfung rechtsextremer Gewalt.
- 2011: Dmitri Muratow und die Nowaja gaseta; Verleihung in Heidelberg für ihren Einsatz gegen Korruption und die Verletzung der Menschenrechte sowie für ihr Eintreten für die Meinungs- und Pressefreiheit in Russland.
- 2013: Keine Bedienung für Nazis; Initiative von Gastwirten aus Regensburg, die Rassisten in ihren Lokalen nicht bewirten wollen. Umstritten war die Nominierung der Band Pussy Riot für diesen Preis.[5] Verliehen wurde der Preis im April 2013 in Eisleben.
- 2015: Mazen Darwish; syrischer Rechtsanwalt und Journalist; und das Syrische Zentrum für Medien und Meinungsfreiheit, Verleihung in Wittenberg.[6]
- 2017: Ehepaare Markus Nierth und Susanne Nierth sowie Horst und Birgit Lohmeyer[7]
- 2019: Seyran Ateş
- 2021: Weranika Zepkala, Swjatlana Zichanouskaja und Maryja Kalesnikawa; belarussische Bürgerrechtlerinnen[8]
- 2023: Zarifa Ghafari; afghanische Kommunalpolitikerin und Frauenrechtlerin
- 2025: Jens-Christian Wagner; Direktor der Gedenkstätten Buchenwald und Mittelbau-Dora; Verleihung in Augsburg für seinen Einsatz gegen rechten Geschichtsrevisionismus; Heinz J. Ostermann; Berliner Buchhändler[9]